# Agetocera similis
Agetocera similis es un coleóptero de la familia Chrysomelidae.
Fue descrita científicamente por primera vez en 1997 por Chen in Li & Yao.